# Carrboydite
La carrboydite (simbolo IMA: Cby) è un minerale del supergruppo dell'idrotalcite e del gruppo della glaucocerinite con composizione chimica (Ni1-xAlx)(SO4)x/2(OH)2 • n(H2O) con (x<0,5, n>3x/2).

## Etimologia e storia
Il minerale prende il nome dalla sua località tipo, la miniera di nichel "Carr Boyd", nella contea di Menzies nell'Australia Occidentale.

## Classificazione
La carrboydite, pur essendo stata approvata dall'Associazione Mineralogica Internazionale (IMA) come specie minerale a sé, è ancora oggetto di indagine, ossia questionable.
Nella nona edizione della sistematica dei minerali di Strunz la carrboydite è elencata nella classe "7. Solfati (selenati, tellurati, cromati, molibdati, tungstati)" e da lì nella sottoclasse "7.D Solfati (selenati, ecc.) con anioni aggiuntivi, con H2O"; questa è ulteriormente suddivisa in base alla composizione del minerale, in modo che la 
carrboydite possa essere trovata insieme a honessite, idrowoodwardite, motukoreaite, nikischerite, shigaite, zincowoodwardite, glaucocerinite, woodwardite, idrohonessite, mountkeithite, natroglaucocerinite, wermlandite e zincaluminite, con le quali forma la sezione nº 7.DD.35.
La sistematica di Strunz è continuata nel database "mindat.org", chiamata anche Classificazione Strunz-mindat, nella quale la carrboydite conserva la stessa classificazione della nona edizione.
Nella Sistematica dei lapis (Lapis-Systematik) di Stefan Weiß, il minerale è elencato nella famiglia dei "solfati, cromati, molibdati e tungstati" e da lì nella sottofamiglia dei "solfati idrati, con anioni estranei" con "cationi di medie dimensioni", dove ha il numero di minerale VI/D.08-090 e dove forma il sistema nº VI/D.08 insieme a bechererite, spangolite, cianotrichite, carbonatocianotrichite, camérolaite, woodwardite, idrowoodwardite, zincowoodwardite, chalcoalumite, kyrgyzstanite, nickelalumite, mbobomkulite, idrombobomkulite, zincaluminite e glaucocerinite.
Nella classificazione dei minerali secondo Dana, usata principalmente nel mondo anglosassone, la carrboydite è elencata nella classe dei "solfati, cromati e molibdati" e da lì nella sottoclasse "vari solfati idrati con idrossile o alogeno"; questa viene ulteriormente suddivisa in modo che la carrboydite si trovi nella sezione nº 31.10.01, della quale è l'unico membro.

## Abito cristallino
La carrboydite cristallizza nel sistema esagonale con gruppo spaziale sconosciuto; i suoi parametri reticolari sono a = 9,14 Å e c = 10,34 Å, oltre a una unità di formula per cella unitaria.

## Origine e giacitura
La carrboydite è raro minerale secondario che si forma nella zona ossidata dei depositi di solfuro di nichel. È stata trovata associata a malachite, azzurrite, paratacamite, brochantite, glaucosfaerite, takovite, chalconatronite, georgeite, halloysite, cabasite, gesso ed epsomite.
Essendo una formazione minerale estremamente rara, la carrboydite è stata rinvenuta in soli due siti: uno è la sua località tipo la miniera di "Carr Boyd" in Australia, l'altro si trova ad Albergaria-a-Velha, in Portogallo.